# Nomaglio
Nomaglio (piemontiul Nomaj) egy olasz község Piemontban, Torino megyében.

## Gazdasága
Mezőgazdasági központ, elsősorban gesztenyetermesztésből él, de erdészete, és állattenyésztése is jelentős. 